# Borovnice (district de Rychnov nad Kněžnou)
Pour les articles homonymes, voir Borovnice.
Borovnice (en allemand : Kienwald) est une commune du district de Rychnov nad Kněžnou, dans la région de Hradec Králové, en République tchèque. Sa population s'élevait à 396 habitants en 2022.

## Géographie
Borovnice se trouve à 12 km au sud de Rychnov nad Kněžnou, à 35 km à l'est-sud-est de Hradec Králové et à 130 km à l'est de Prague.
La commune est limitée par Krchleby au nord, par Chleny au nord-est, par Lhoty u Potštejna à l'est, par Koldín et Skořenice au sud, et par Kostelecké Horky à l'ouest.

## Histoire
La première mention écrite de la localité date de 1341 .

## Patrimoine

### Patrimoine civil

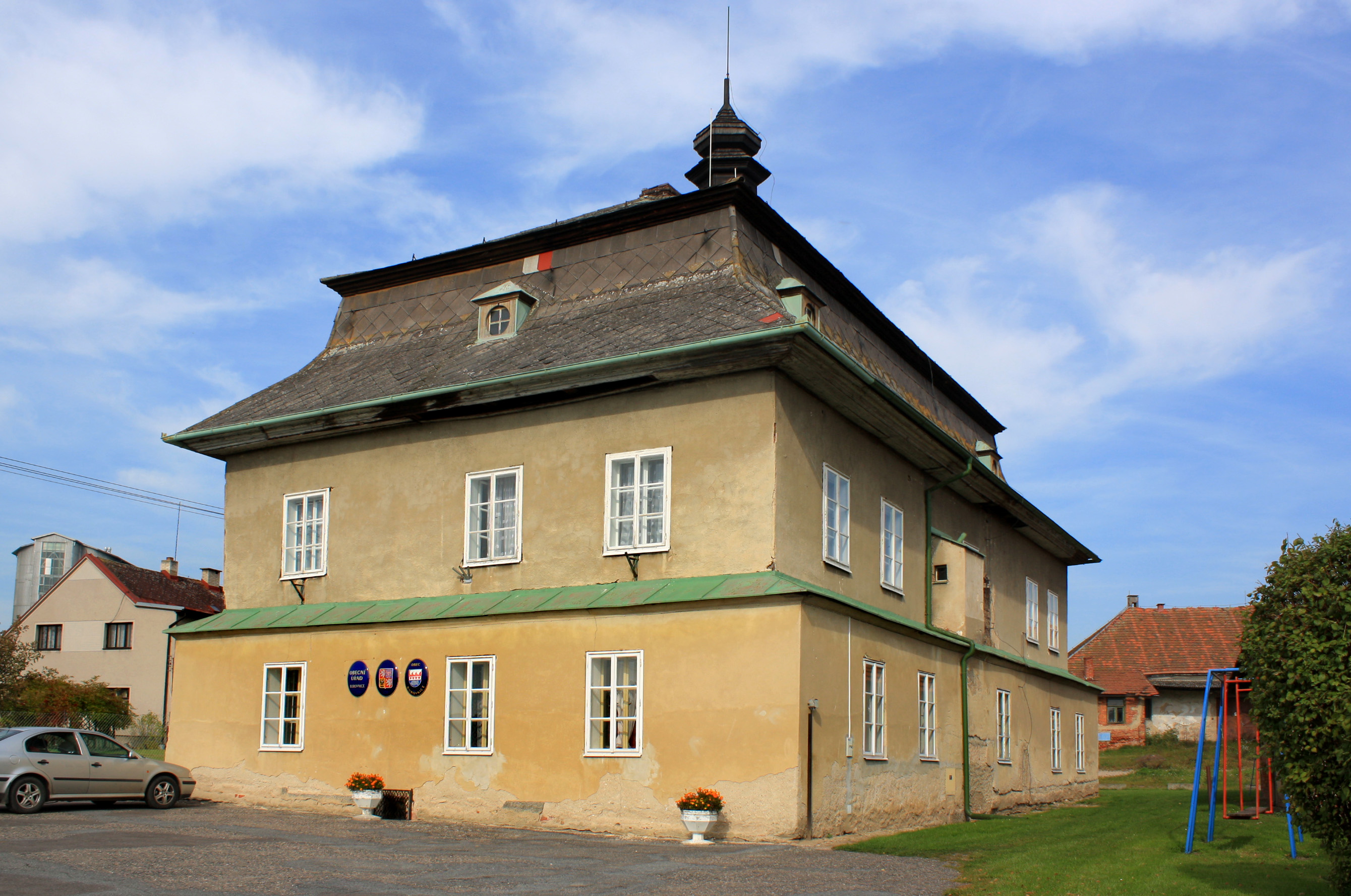
Château de Přestavlky.
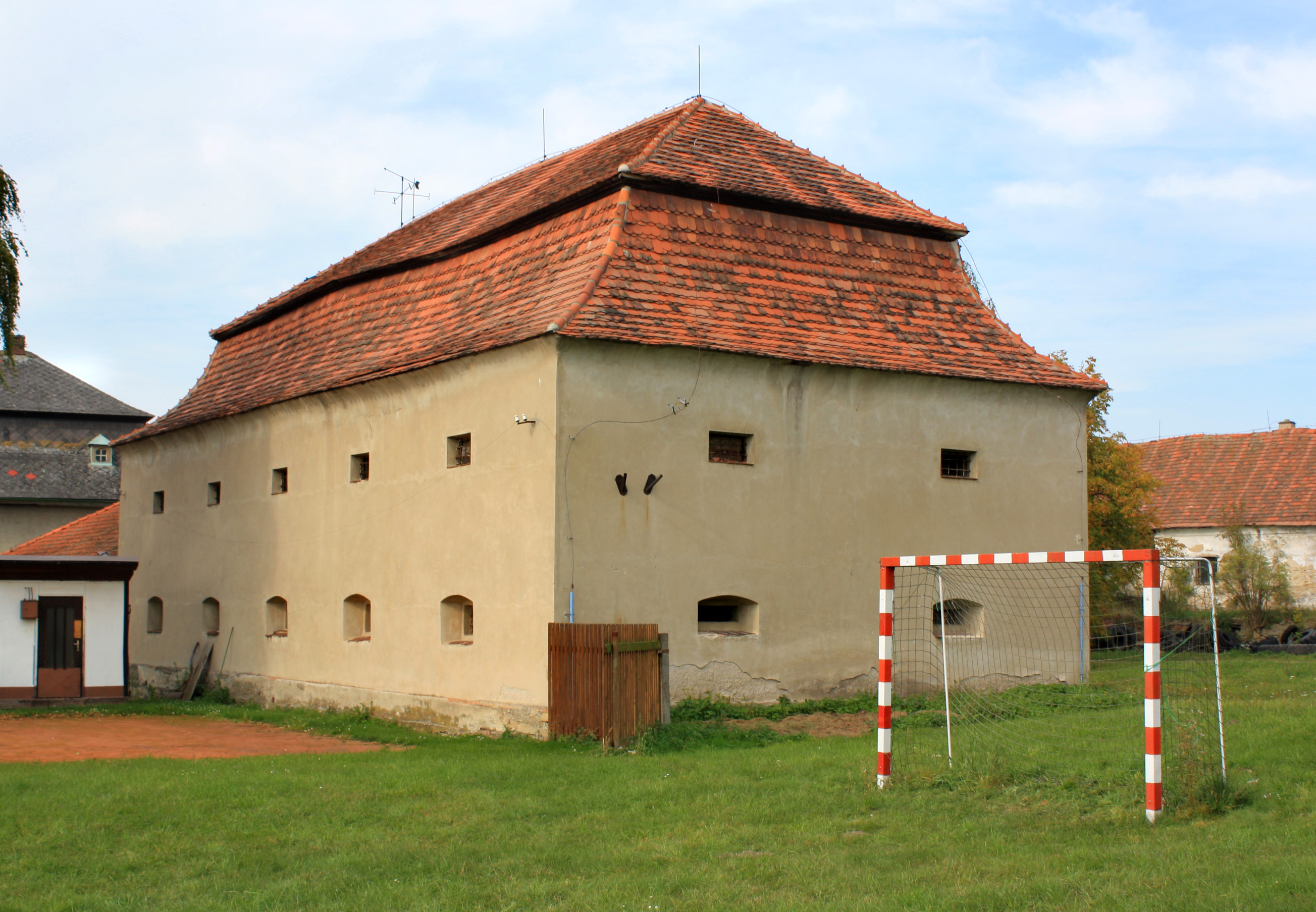
Grenier à Přestavlky.

### Patrimoine religieux

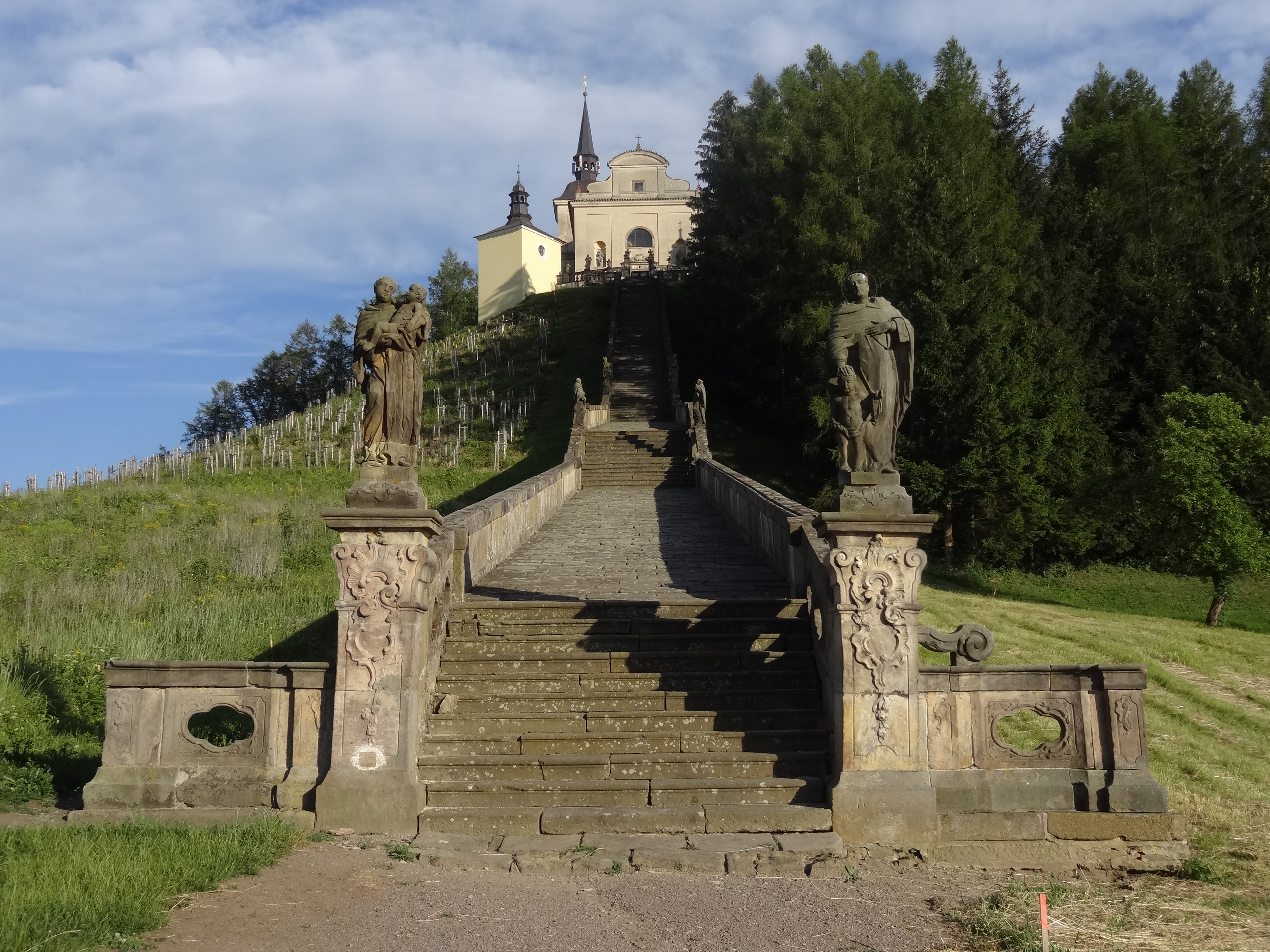
Notre-Dame des Douleurs à Homole.
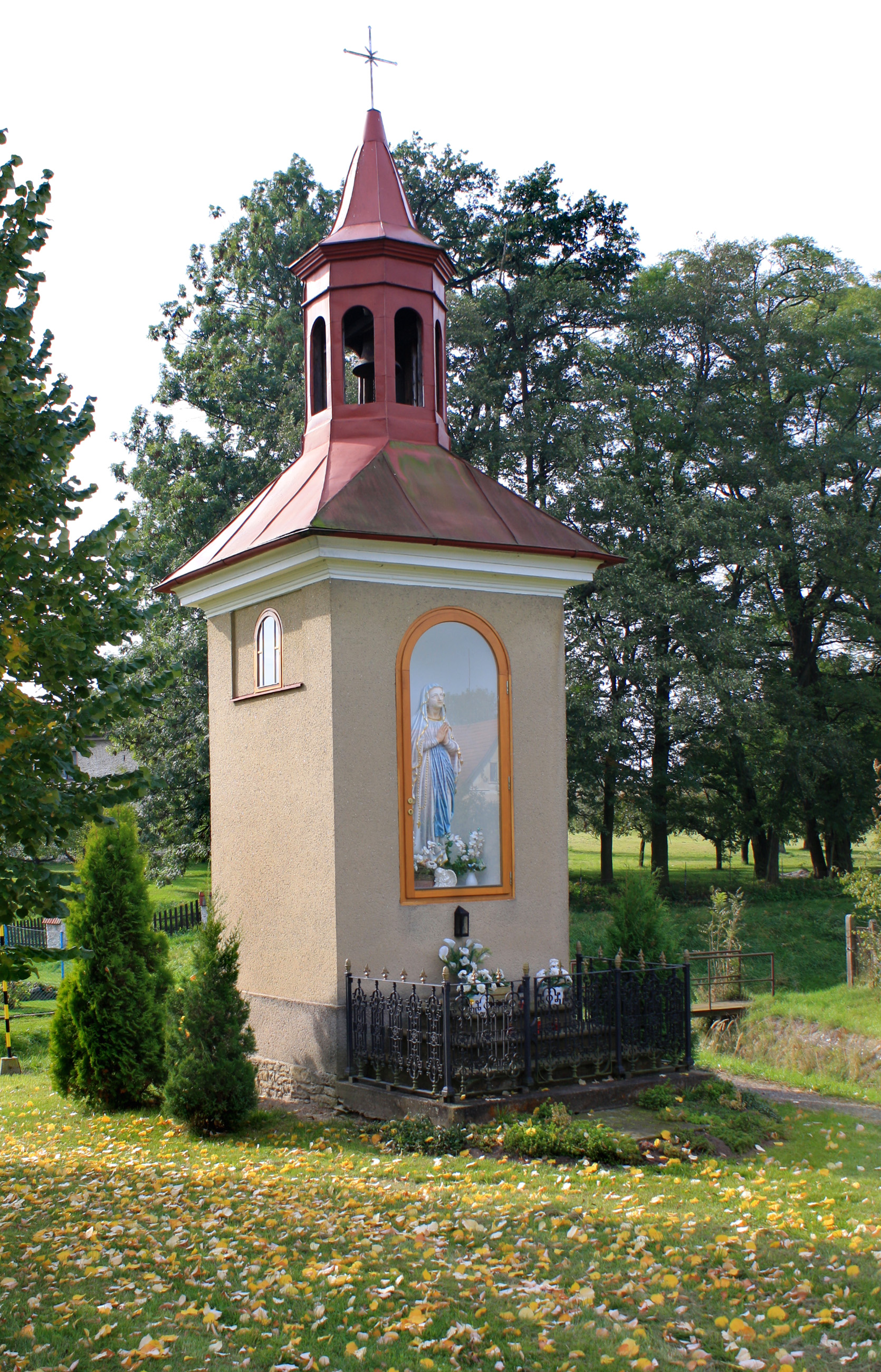
Chapelle à Borovnice.
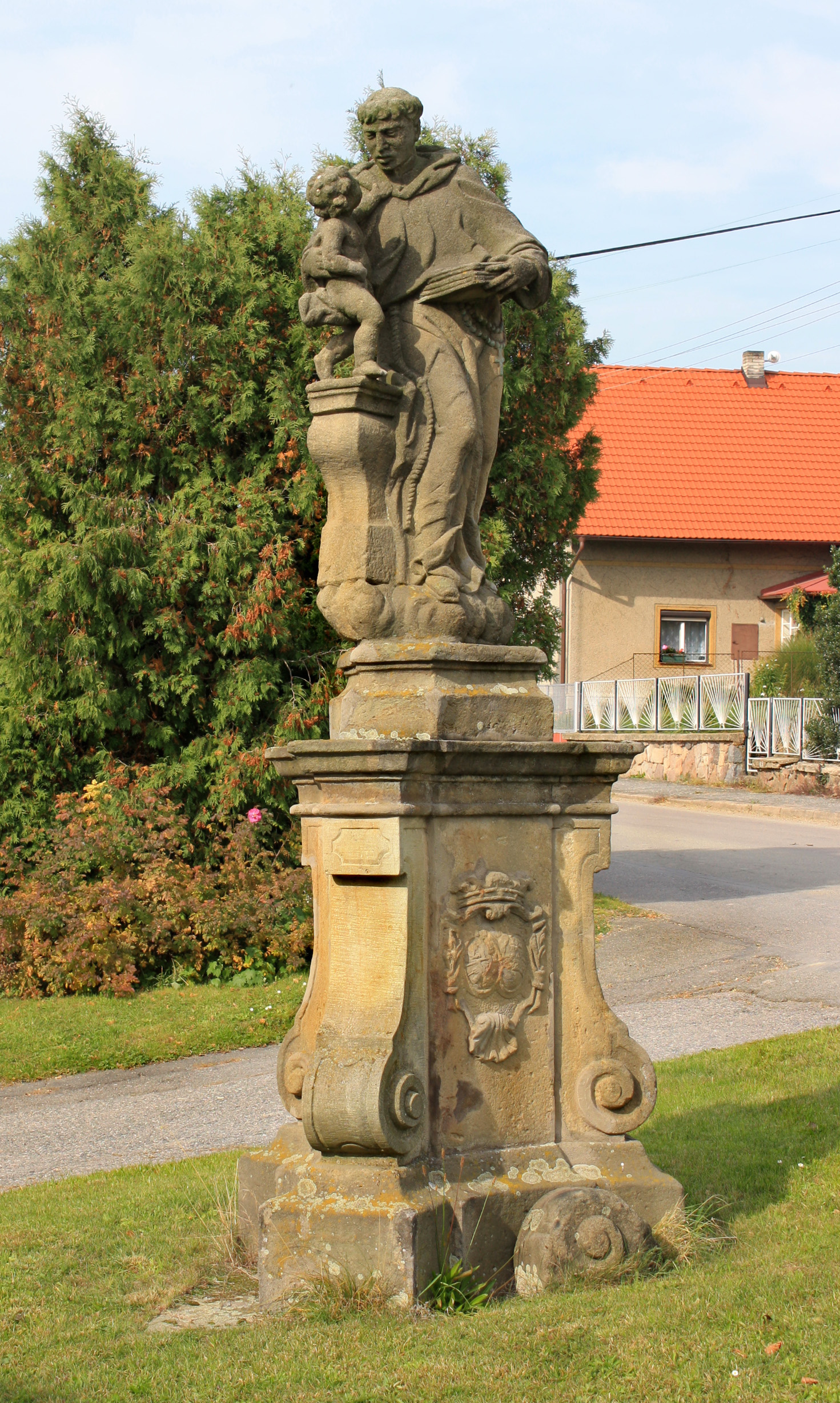
Statue de saint Antoine de Padoue à Borovnice.

## Administration
La commune se compose de quatre sections :
- Borovnice
- Homole
- Přestavlky
- Rájec

## Transports
Par la route, Borovnice se trouve à 9,5 km de Kostelec nad Orlicí, à 16 km de Rychnov nad Kněžnou, à 42 km de Hradec Králové et à 158 km de Prague. 